# Giovanni Tonucci

Giovanni Tonucci (Fano, 4 de dezembro de 1941) é arcebispo titular de Torcello e foi núncio apostólico na Bolívia, e depois na Suécia, Dinamarca, Finlândia, Islândia e na Noruega.

## Família
Seu irmão, D. Paolo Maria Tonucci foi missionário no Brasil a partir de 1965 a 1994. Neste período bateu-se fortemente pelos direitos dos pobres contra as usurpações da ditadura militar, e essas lutas custaram-lhe o título de "persona indigna" para receber a cidadania brasileira.

## Obras
- Giovanni Tonucci, "God's letter to me – 101 questions and answers on the Bible".
- Giovanni Tonucci; Roberto Ansuini, "Don Paolo". textos de Paolo Tonucci [et al.], Fondazione Cassa di Risparmio di Fano, Grapho 5, 2004.
- Giovanni Tonucci, "Visioni di un pellegrino. Le foto di Mzee Mwenda". Edição em italiano e inglês, Velar, 2006. ISBN  88-7135-233-5.
- Giovanni Tonucci, Massimo Ciavaglia, "El Vangel cum l'ha scrit San Marc". (em dialeto do Fano), Ven. Confraternitas Sanctae Mariae Suffragii, Fano, 2007.